# Kockás ing (jelkép)

Egy kockás női ing (Dánia, 19. század közepe)

A kockás ing 2016 február harmadik hetében Magyarországon elterjedt szimbólum, amely a KLIK-et bíráló pedagógus-megmozdulások jelképévé vált: szimpátiájuk jeléül többen kockás inget vettek fel, illetve kezdtek hordani.

## A jelkép eredete
Klinghammer István akadémikus, korábbi felsőoktatási államtitkár (2013–2014 között) a KLIK-et bíráló megmozdulások kezdete után a Magyar Nemzetnek adott február 13-i nyilatkozatában egyes pedagógusok rendezetlen külsejét így jellemezte:
Már Eötvös Loránd is mondta: az oktatási rendszerek minőségét semmi más nem határozza meg, mint a tanári kar minősége. Nem a szervezése számít, hanem a tanító néni személye. Rajta múlik, lesz-e kedve tanulni a kisembereknek. Persze az iskola épülete ne dőljön össze, de alapvetően nem ez a döntő. Olyan pedagógusokra van szükség, akik okosak, erkölcsösek, és ezeket az értékeket adják át a diákoknak. Ezért vagyok pipa, ha a tévében nézem, hogy borotválatlan, kócos, kockás inges tanári kar grasszál. Tudniillik egy tanár a megjelenésével is példát mutat a gyerekeknek. Legalábbis én így gondolom. De ebben benne van a 75 éves öregúr dohogása.
Klinghammer később úgy nyilatkozott, hogy az eredeti interjút sokan nem értették meg, és a mondanivalójától elszakítva csak ezt a kifejezést emelték ki:
A három jelző, a borotválatlan, a kócos és a kockás inges együtt fontos, a rendezetlenséget fejezik ki. De ebből az újságok már elhagyták a kócost, csak a kockás ingesre figyeltek. (...) Nekem is van kockás ingem, sporthoz, szabadidőhöz, horgászathoz teljesen jó viselet. És azt is elfogadom, ha valaki szerint tanításhoz is megfelelő, ez csak az én véleményem. A rendezetlenség viszont nem fogadható el egy tanártól, ezt fejezte ki a három jelző.

## A jelkép elterjedése

A Tanítanék Mozgalom jelképe a kockás ing mintájára megalkotott kockás esernyő

Az interjú megjelenése után először a Sashegyi Arany János Általános Iskola és Gimnázium tanárai tiltakoztak egy spontán, kockás inges csoportfotó közzétételével, melyhez csatlakozva később más iskolák tantestületei, diákjai, közszereplők és politikusok is kockás ing viselésével fejezték ki a tüntetőkkel való együttérzésüket, illetve a kormánnyal való szembenállásukat. Az ellenzéki civil szervezetek közül például a közoktatási reformot követelő Tanítanék Mozgalom jelképe a kockás ing és az esernyő, utóbbival utalva az esős időben tartott demonstrációikra, illetve a kettő kombinációjaként a kockás esernyő.
A kockás inges mozgalomhoz internetes mémek is társultak.
A jelkép hosszú ideig fennmaradt. 2022. március 22-én például a budapesti II. Rákóczi Ferenc Gimnázium diákjai kockás ingben és más jelképekkel fogadták Áder János köztársasági elnököt. 2022. szeptember elsején a Diákok a Tanárokért Facebook-csoport felhívása nyomán országszerte számos iskolában mentek kockás ingben az évnyitóra a tanulók,
majd másnapra ugyanez a csoport tüntetést szervezett, ahol ugyancsak szerepet játszott a kockás ing.
A jelkép olyannyira elhíresült, hogy viselői szubkultúrájának nevét is ez adta, "Kockások", akik a tüntetések kemény magját képezik.